# Спаські валуни
Спа́ські валуни́ — геологічна пам'ятка природи місцевого значення в Україні. Розташована в межах Кролевецького району Сумської області, в садибі філії Кролевецької районної станції юних натуралістів, що в селі Спаське.

## Опис
Площа 0,1 га. Статус надано 2008 року. Перебуває у віданні Спаської сільської ради. 
Експозиція каменів — валунів, свідків Дніпровського зледеніння в історії Землі. Разом з історичним має особливе природоохоронне, наукове, рекреаційне, освітньо-виховне і пізнавальне значення.